# 15904 Halstead
15904 Halstead este un asteroid din centura principală de asteroizi.

## Descriere
15904 Halstead este un asteroid din centura principală de asteroizi. A fost descoperit pe 29 septembrie 1997 la observatorul Zeno din Edmond (Oklahoma) de Tom Stafford (astronom). Asteroidul prezintă o orbită caracterizată de o semiaxă mare de 2,16 ua, o excentricitate de 0,03 și o înclinație de 3,0° în raport cu ecliptica.